# 電話で抱きしめて
『電話で抱きしめて』（でんわでだきしめて、原題: Hanging Up）は、2000年のアメリカ映画。

## ストーリー
三姉妹の次女イヴは、一人息子ジェシーを育てるために、夫のジョーと共に仕事に励んでいた。長女のジョージアは仕事人間で、三女のマディは奔放な性格だったため、二人とも家族の事など顧みようとしなかった。そんな二人が持ちこんでくるトラブルを、イヴは渋々一人で処理するのだった。だがある日、三姉妹の父親であるルウが認知症になってしまう。イヴはこのトラブルも必死に処理しようと奮闘するが、ついに精神的に限界を迎えてしまう。

## キャスト
| 役名       | 俳優                   | 日本語吹替 |
| ---------- | ---------------------- | ---------- |
| イヴ       | メグ・ライアン         | 山像かおり |
| ジョージア | ダイアン・キートン     | 宮寺智子   |
| マディ     | リサ・クドロー         | 雨蘭咲木子 |
| ルウ       | ウォルター・マッソー   | 佐々木梅治 |
| パット     | クロリス・リーチマン   | 竹口安芸子 |
| ジョー     | アダム・アーキン       | 掛川裕彦   |
| オマー医師 | デューク・ムースキアン | 田村勝彦   |
| ジェシー   | ジェシー・ジェームズ   |            |

## スタッフ
- 監督：ダイアン・キートン
- 製作：ローレンス・マーク、ノーラ・エフロン
- 製作総指揮：デリア・エフロン、ビル・ロビンソン
- 原作：デリア・エフロン
- 脚色：デリア・エフロン、ノーラ・エフロン
- 撮影：ハワード・アサートン
- 音楽：デヴィッド・ハーシュフェルダー